# Jenry Alaca Maconde
Jenry Alaca Maconde (Yungas, La Paz; 14 de noviembre de 1986) es un exfutbolista boliviano. Jugaba como defensa.
Alaca debutó profesionalmente en La Paz Fútbol Club en donde militó por 5 años, posteriormente jugó en varios equipos de Bolivia.

## Clubes
| Club                    | País    | Año         |
| ----------------------- | ------- | ----------- |
| La Paz F. C.            | Bolivia | 2005 - 2010 |
| Oruro Royal             | Bolivia | 2011 - 2012 |
| Nacional Potosí         | Bolivia | 2012 - 2013 |
| Aurora                  | Bolivia | 2013 - 2014 |
| Real Potosí             | Bolivia | 2014 - 2015 |
| Blooming                | Bolivia | 2015 - 2016 |
| Nacional Potosí         | Bolivia | 2016 - 2018 |
| Sport Boys Warnes       | Bolivia | 2019        |
| Atlético Palmaflor      | Bolivia | 2020        |
| Independiente Petrolero | Bolivia | 2021 - 2022 |
| Atlético Palmaflor      | Bolivia | 2022        |
| San Antonio             | Bolivia | 2023 - 2024 |
| ABB                     | Bolivia | 2025        |

## Palmarés

### Títulos nacionales
| Título           | Club                    | Año  |
| ---------------- | ----------------------- | ---- |
| Primera División | Independiente Petrolero | 2021 |

### Torneos cortos
| Título          | Club                  | Año  |
| --------------- | --------------------- | ---- |
| Torneo Apertura | San Antonio Bulo Bulo | 2024 |